# Ronovec
Ronovec je zřícenina hradu severně od Břevnice u Havlíčkova Brodu v Kraji Vysočina. Nachází se na ostrožně nad levým břehem Břevnického potoka. Pozůstatky hradu jsou volně přístupné a od roku 1963 chráněny jako kulturní památka.

## Historie
Hrad založil na začátku druhé poloviny třináctého století Smil z Lichtenburka. První písemná zmínka o hradu pochází z 1. dubna 1262, kdy zde Smil z Lichtenburka vydal jednu ze svých listin. Do dnešních let se dochovaly celkem čtyři Smilovy listiny, které byly na hradě podepsány. Žádná z nich se však Ronovce přímo netýká. Smil z Lichtenburka podle dostupných indicií na Ronovci sice často pobýval, ale nesídlil, a hrad nejspíše sloužil jako správní centrum okolní oblasti bohaté na stříbro. Po Smilově smrti přechází hrad zdědil jeho syn Smil II. z Lichtenburka. Od něj pak Ronovec roku 1289 přešel do majetku Hynka z Lichtenburka, který jej nejspíše roku 1296 předal svému nejmladšímu synu Čeňkovi, od nějž roku 1314 Ronovec získal synovec Hynek.

### Léta největší slávy
Roku 1345 na Ronovci skončila éra Lichtenburků, protože Hynek hrad vyměnil (spolu s doly na Buchlebergu u Přibyslavi) s králem Janem Lucemburským za hrad v Poděbradech. Hrad ve vlastnictví krále dlouho nezůstal a ještě téhož roku ho získali páni z Lipé, kteří ho ale ihned dali do zástavy Marešovi z Radetína. Tuto zástavu však roku 1346 Perolt, strýc Jindřicha z Lipé, vyplatil, a Ronovec tak zůstal ve vlastnictví pánů z Lipé, kteří z něj učinili součást lipnického panství.
Hrad obdržel Čeněk z Lipé, jeho syn Jindřich ho prodal roku 1362 s příslušným lénem Ješkovi ze Zlíchova (předek Andělů z Ronovce). Na této transakci se podílel i Čeněk Krušina z Lichenburka. V té době patřilo k Ronovci osm vesnic. Přibližně v této době se hrad začal nazývat Ronovcem, pravděpodobně podle ostrví ve znaku pánů z Lipé (staroněmecky Die Ronne). Před tím byl nazýván Sommerburg (Letní hrad) nebo též Žumburg.

### Patnácté století

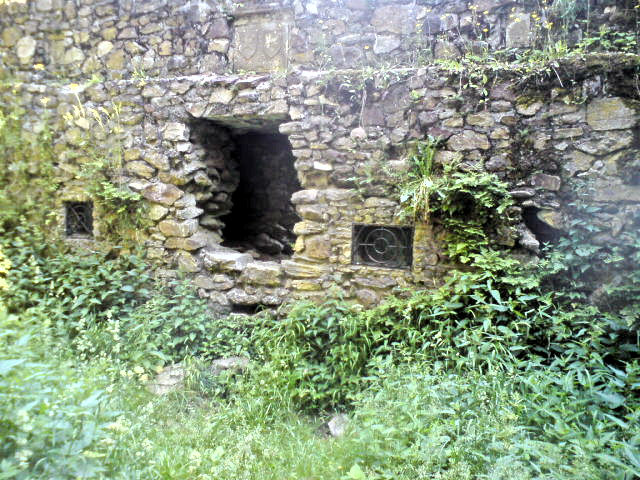
Interiér paláce

Po Ješkově smrti (asi 1392) sídlili na hradě jeho synové Jan a Petr, kteří se podle regionálních kronik zadlužili po širokém okolí, a aby byli schopni své dluhy splácet, zřejmě na hradě protizákonně razili falešné mince. K padělání platidel však mohlo na hradě docházet i v pozdějších letech. Andělé z Ronovce jsou v souvislosti s hradem naposledy připomínáni roku 1406. V následujících letech pak zřejmě nastaly spory o majetek zesnulého vlastníka hradu Jindřicha z Lipé, jejichž předmětem byl i Ronovec.
Je tak možné, že právě v této éře byl hrad postižen jistou vojenskou událostí, která se stala hlavní příčinou začátku úpadku. Někteří historikové[kdo?] se pak přiklánějí k verzi, že byl Ronovec dobyt až husitskými vojsky v roce 1424. Následné osudy hradu jsou neznámé. Jedinou indicií, která napovídá, že hrad byl snad obydlen i ve druhé polovině 15. století, je zmínka o jakémsi Janu Ronovském z Libice v některých regionálních kronikách. Jeho přesný vztah k Ronovci však není znám.

### Zánik
Přes to všechno hrad roku 1502 koupil (není však známo od koho) Jindřich Špetle z Prudic. Přibližně v téže době také začala stavba tvrze v Dolní Krupé. Roku 1510 na hrad přišel Jan Haugvic z Biskupic, ten ho ale záhy prodal H. Ptáčkovi, který na hradě také dlouho nezůstal. Roku 1515 jej opět získali páni z Lipé a využívali ho jako letní sídlo. V roce 1533 pak hrad přešel do rukou Hynka Haugvice z Biskupic, který jej koupil společně s několika okolními vesnicemi. Regionální kroniky v této době o Ronovci stále hovoří jako o hradu, což zřejmě dokládá, že v této době byl Ronovec stále pod střechou. Hynek Haugvic však už původní slávu ronoveckému panství vrátit nedokázal, a hrad po několika letech opustil. V roce 1544 byl hrad označen jako pustý. Naposledy byl Ronovec připomínán v roce 1572 v cedulích bratří Haugviců.

### Novodobé dějiny

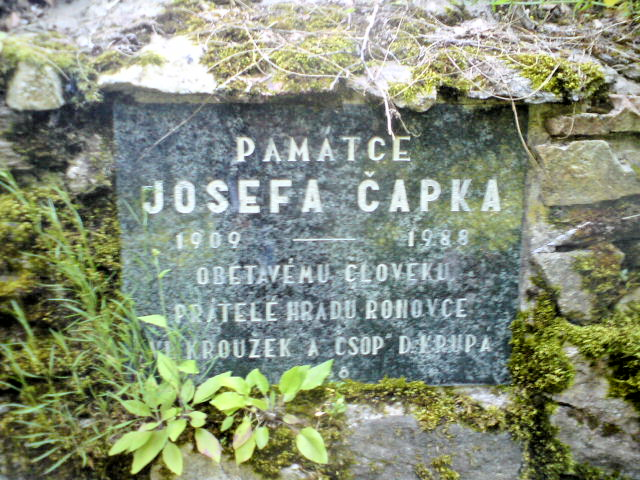
Deska věnovaná památce Josefa Čapka

Následně se Ronovec stal útočištěm příslušníků nejrůznějších náboženských minorit, zlodějů a osob na pokraji společnosti. V 18. a 19. století se pak okolím šířily fámy o pokladu ukrytém na hradě. Na místo se sjížděli nejrůznější hledači z širokého okolí, na základě historických pramenů však nelze doložit, že by kdo kdy na hradě nějaké cennosti objevil. Patrně nejrozsáhlejší průzkum podnikl kolem roku 1870 majitel hradu Wenzel Welz, který Ronovec poškodil do stavu, který je přibližně podobný dnešnímu.
Uvnitř hradního paláce se nachází pamětní deska Josefa Čapka, který v padesátých letech 20. století založil Vlastivědný kroužek pro Ronovec, jehož členové v následujících desítkách let na hradě prováděli amatérský výzkum. Deska byla odhalena 9. října 1988.

## Archeologické nálezy
Ve zřícenině byly objeveny unikátní dveře, které byly vyrobeny z plátů kovového plechu nýtovaných vzájemně mezi sebou. Podobných exemplářů je v České republice pouze několik.
Na hradě byla rovněž nalezena tzv. mušlová záštita z jakési bodné nebo sečné zbraně, která je podstatná především tím, že na jiných místech byla nalezena převážně v lokalitách, jejichž zánik nějak souvisí s obdobím počátku husitských válek či druhé čtvrtiny 15. století. Tento nález je tak indicií toho, že příčina ztráty významu hradu mohla s husitskými válkami určitým způsobem souviset.

## Stavební podoba
Dispozice hradu byla dvojdílná. V přední části se nacházelo předhradí, jehož opevnění se dochovalo v podobě valu a příkopu na jižní a východní straně. Plocha předhradí nevykazuje žádné stopy zástavby. Přístupová cesta vedla od západního konce ostrožny a vstupovala branou přímo do hradního jádra.
Hradní jádro je od předhradí oddělené za dalším příkopem. Mělo přibližně čtverhranný půdorys a zástavba stála podél bočních stěn. Z obvodové hradby na západě vystupovala věž, která kontrolovala prostor před bránou.
Ronovec je příkladem šlechtického hradu, který ve 13. století patřil k sídlům vyšší kvality. Stav poznání neumožňuje detailní hodnocení stavby, ale je možné, že patřil k hradům s plášťovou zdí.

## Přístup
Hrad je volně přístupný po odbočce ze žlutě značené turistické trasy z Havlíčkova Brodu do Rozsochatce. Nedaleko zříceniny hradu roste mohutný smrk ztepilý, vyhlášený v roce 1988 jako památný strom. Jeho obvod je 360 centimetrů, výška 41 metrů.

## Pověsti
Podle jedné z mnoha pověstí nebyl hrad dobyt husity, ale Lipnickými rytíři, kteří jménem majitele pohledského panství hájili zájmy jeho dcery, která byla majitelem Ronovce unesena podle svého přání na hrad, ten byl zapálen a majitel Ronovce s dcerou významného šlechtice skočili z věže. Majitel Ronovce prohlásil v posledních slovech, ať udělají Ronovečtí rytíři s lipnickou tvrzí totéž, co udělali Pohledští s Ronovcem.
Druhá z mnoha pověstí praví, že se ho jistým hledačům pokladu přece podařilo nalézt, v tom ale k hradu přišel místní správce a poklad jim sebral a odnesl domů, druhý den ráno byl správce nalezen mrtev a poklad zmizel.
Další z bájí pak praví, že v dnes již zavalených sklepech hradního komplexu se nachází víno, které časem zhoustlo natolik, že je možné jej krájet nožem. Je navíc tak silné, že k němu stačí přivonět a člověk je hned opilý. Podle pověsti jednou nastane den, kdy dolnokrupský farář použije tohoto vína při bohoslužbě.
Jiná pověst pak vypráví, že v hradních zříceninách se dříve čas od času objevovala nádherná zdobená rakev s generálským tělem, poblíž které se nacházela truhla plná zlata, stříbra a šperků. Jednoho dne se podivný úkaz zjevil jisté ženě, která ve zdejších lesích bloudila. Pod vlivem únavy a strachu vzala kord, který měl generál po boku, a jeho tělo probodla. Zem se následně rozestoupila a jak rakev, tak truhla s cennostmi se propadla do země a od této události se na Ronovci už nikdy neukázala.